# Promethei Lingula
La Promethei Lingula è una struttura geologica della superficie di Marte.